# 交響曲第35番 (ハイドン)
交響曲第35番 変ロ長調 Hob. I:35 は、フランツ・ヨーゼフ・ハイドンが1767年に作曲した交響曲。祝祭的な明るい音楽である。

## 概要
この交響曲には1767年12月1日の日付を記した自筆楽譜が残っている。珍しく日付まで記しているのは、主君であるニコラウス・ヨーゼフ・エステルハージ侯爵の命名日（12月6日）を祝うために作曲されたためという推測がある。

## 編成
オーボエ2、ホルン2、第1ヴァイオリン、第2ヴァイオリン、ヴィオラ、低音（チェロ、コントラバス、ファゴット）。
ホルンは高音のB管を使用し、甲高い音を響かせる。

## 曲の構成
全4楽章、演奏時間は約25分。
- 第1楽章 アレグロ・ディ・モルト
変ロ長調、4分の3拍子、ソナタ形式。
弦楽器のトレモロの後に出現する第2主題は、第1主題の変形になっている。展開部の冒頭に9小節にわたる長いホルンの伸ばしがある。再現部のホルンの3連符が目立つ。

- 第2楽章 アンダンテ
変ホ長調、4分の2拍子、ソナタ形式。
弦楽器のみによる。提示部の後半は不思議なシンコペーションのリズムを持つ。再現部は低音楽器によって始められる。

- 第3楽章 メヌエット：ウン・ポコ・アレグレット - トリオ
変ロ長調 - 変ホ長調、4分の3拍子。
メヌエット主部は3拍目に3連符を、1拍目にトリルを持つ。トリオは変ホ長調で、弦楽器のみにより、3連符の連続で旋律が形作られる。

- 第4楽章 フィナーレ：プレスト
変ロ長調、4分の2拍子、ソナタ形式。
3つの音符からなる上昇音階ではじまる軽快な音楽。最初の3音が曲の最後にも出現する。